# Jacoby Shaddix
Jacoby Dakota Shaddix (Mariposa, Kalifornia, 1976. július 28. –) a Papa Roach rockegyüttes frontembere és a Music Television Scarred (magyarul: Összetörve) című műsorának műsorvezetője.

## Gyermekkora és magánélete
1976. július 28-án született. Két testvére van, Bryson és Trevor. 6 éves volt, amikor szülei elváltak. Gyermekkorában klarinétozni tanult. A Vacaville High középiskolában ismerkedett meg Dave Bucknerrel, akivel megalapították a Papa Roachot.
Nős, középiskolai szerelmét vette feleségül, három gyermekük van: Makaile Cielo Shaddix (2002), Jagger Shaddix (2004) és Brixton Gabriel Shaddix (2013).

## Diszkográfia

### Albumok, lemezek

#### Papa Roach
- Old friends from young years
- Potatoes for Christmas
- Let 'Em Know
- 5 Tracks Deep
- Infest, 2000
- Lovehatetragedy, 2002
- Getting Away with Murder, 2004
- The Paramour Sessions, 2006
- Metamorphosis, 2009
- Time for Annihilation, 2010
- The Connection, 2012
- F.E.A.R. (Face Everything And Rise), 2015
- Crooked Teeth, 2017
- Who Do You Trust?, 2019

#### Fight the Sky
- Seven Deadly Songs, 2003

### Vendégszereplései
- 2003 - Anxiety – Black Eyed Peas album, Elephunk
- 2003 - Conquer the World – Die Trying album, Die Trying
- 2003 - Oxygen's Gone – The video of Die Trying's sencillo
- 2003 - Come Apart – Reach 454 album, Reach 454
- 2003 - Don't Look Back – Biker Boyz Soundtrack (feat. N.E.R.D.) Vadmotorosok
- 2005 - Forever in Our Hearts – jótékonysági kislemez a 2004-es karácsonyi szökőár áldozatainak emlékére
- 2006 - Americans – X-Clan album, Return From Mecca
- 2006 - Phoenix and the Fall – Fight of Your Life- Próximo álbum
- 2007 - Forgot How to Love – Mams Taylor - Próximo álbum
- 2008 - Saints of Los Angeles – Mötley Crüe - Saints of Los Angeles album
- 2011 - Warning - Skindred - Union Black
- 2015 - Runaway - Coldrain - Vena album
- 2016 - Memphis May Fire - This Light I Hold[1]
- 2019 - The HU - Wolf Totem